# Arthur Nord
Arthur Paul Nord (ur. 25 stycznia 1898 w Oslo, zm. 4 listopada 1991 tamże) – norweski zapaśnik walczący w obu stylach. Dwukrotny olimpijczyk. Zajął czwarte miejsce w Paryżu 1924 i siódme w Amsterdamie 1928. Walczył w wadze piórkowej do 62 kg.

## Letnie Igrzyska Olimpijskie 1924
| Konkurencja                   | Runda grupowa        | Runda grupowa           | Runda grupowa         | Runda grupowa            | Runda grupowa         | Runda grupowa         | Runda grupowa         | Klas. końcowa |
| Konkurencja                   | Przeciwnik I         | Przeciwnik II           | Przeciwnik III        | Przeciwnik IV            | Przeciwnik V          | Przeciwnik VI         | Przeciwnik VII        | Miejsce       |
| ----------------------------- | -------------------- | ----------------------- | --------------------- | ------------------------ | --------------------- | --------------------- | --------------------- | ------------- |
| styl klasyczny, waga piórkowa | Ödön Radvány (HUN) W | František Řezáč (TCH) W | Voldemar Väli (EST) W | Katsutoshi Naitō (JPN) W | Marcel Capron (FRA) W | Erik Malmberg (SWE) P | Kalle Anttila (FIN) P | IV miejsce    |

## Letnie Igrzyska Olimpijskie 1928
| Konkurencja               | Walki          | Walki               | Klas. końcowa |
| Konkurencja               | Pierwsza runda | Ćwierćfinał         | Miejsce       |
| ------------------------- | -------------- | ------------------- | ------------- |
| styl wolny, waga piórkowa | wolny los      | Hans Minder (SUI) P | VII miejsce   |